# Jugosławia na Zimowych Igrzyskach Olimpijskich 1956
Jugosławię na Zimowych Igrzyskach Olimpijskich 1956 reprezentowało 17 zawodników: 12 mężczyzn i pięć kobiet. Był to szósty start reprezentacji Jugosławii na zimowych igrzyskach olimpijskich.

## Skład kadry

### Biegi narciarskie
Mężczyźni
| Zawodnik                                                 | Konkurencja        | czas                     | Pozycja                  |
| -------------------------------------------------------- | ------------------ | ------------------------ | ------------------------ |
| Zdravko Hlebanja                                         | Bieg na 15 km      | 56:32,0                  | 43.                      |
| Janez Pavčič                                             | Bieg na 15 km      | 56:41,0                  | 45.                      |
| Cveto Pavčič                                             | Bieg na 15 km      | 56:55,0                  | 47.                      |
| Matevž Kordež                                            | Bieg na 15 km      | 57:09,0                  | 49.                      |
| Matevž Kordež                                            | Bieg na 30 km      | 1:57:48,0                | 32.                      |
| Zdravko Hlebanja                                         | Bieg na 30 km      | 2:01:47,0                | 42.                      |
| Štefan Robač                                             | Bieg na 30 km      | 2:03:55,0                | 45.                      |
| Janez Pavčič                                             | Bieg na 30 km      | Dyskwalifikacja          | Dyskwalifikacja          |
| Štefan Robač                                             | Bieg na 50 km      | Nie ukończył konkurencji | Nie ukończył konkurencji |
| Zdravko Hlebanja Cveto Pavčič Matevž Kordež Janez Pavčič | Sztafeta 4 × 10 km | 2:33:45,0                | 13.                      |

Kobiety
| Zawodnik                                   | Konkurencja       | czas      | Pozycja |
| ------------------------------------------ | ----------------- | --------- | ------- |
| Amalija Belaj                              | Bieg na 10 km     | 45:32,0   | 32.     |
| Mara Rekar                                 | Bieg na 10 km     | 45:36,0   | 33.     |
| Nada Kustec                                | Bieg na 10 km     | 46:28,0   | 35.     |
| Biserka Vodenlič                           | Bieg na 10 km     | 46:28,0   | 36.     |
| Amalija Belaj Biserka Vodenlič Nada Kustec | Sztafeta 3 × 5 km | 1:18:54,0 | 9.      |

### Narciarstwo alpejskie
Mężczyźni
| Zawodnik       | Konkurencja     | Konkurencja     | Konkurencja   | Konkurencja   | Konkurencja         | Konkurencja         | Konkurencja      | Konkurencja      |
| Zawodnik       | Zjazd           | Zjazd           | Slalom gigant | Slalom gigant | Slalom specjalny    | Slalom specjalny    | Slalom specjalny | Slalom specjalny |
| Zawodnik       | Czas            | Pozycja         | Czas          | Pozycje       | Czas 1-go przejazdu | Czas 2-go przejazdu | Czas łączny      | Pozycja          |
| -------------- | --------------- | --------------- | ------------- | ------------- | ------------------- | ------------------- | ---------------- | ---------------- |
| Franc Cvenkelj | 3:28,5          | 22.             | 3:33,7        | 40.           | 1:58,3              | 2:28,6              | 4:26,9           | 42.              |
| Ludvig Dornig  | 3:41,1          | 29.             | 3:42,4        | 47.           | 1:49,03             | 2:13,4              | 4:02,7           | 28.              |
| Jože Ilija     | Dyskwalifikacja | Dyskwalifikacja | 3:44,8        | 51.           | 2:17,5              | 2:22,3              | 4:39,8           | 43.              |

Kobiety
| Zawodniczka    | Konkurencja | Konkurencja | Konkurencja   | Konkurencja   | Konkurencja         | Konkurencja         | Konkurencja      | Konkurencja      |
| Zawodniczka    | Zjazd       | Zjazd       | Slalom gigant | Slalom gigant | Slalom specjalny    | Slalom specjalny    | Slalom specjalny | Slalom specjalny |
| Zawodniczka    | Czas        | Pozycja     | Czas          | Pozycja       | Czas 1-go przejazdu | Czas 2-go przejazdu | Czas łączny      | Pozycja          |
| -------------- | ----------- | ----------- | ------------- | ------------- | ------------------- | ------------------- | ---------------- | ---------------- |
| Slava Zupančič | 1:54,5      | 28.         | 2:07,9        | 32.           | 1:35,0              | 1:08,5              | 2:43,5           | 32.              |

### Skoki narciarskie
Mężczyźni
| Skoczek       | Skok 1    | Skok 1 | Skok 2    | Skok 2 | Nota  | Pozycja |
| Skoczek       | odległość | Nota   | odległość | Nota   | Nota  | Pozycja |
| ------------- | --------- | ------ | --------- | ------ | ----- | ------- |
| Jože Zidar    | 75,0      | 99,5   | 74,0      | 94,5   | 194,0 | 22.     |
| Albin Rogelj  | 71,0      | 94,0   | 74,5      | 98,5   | 192,5 | 23.     |
| Janez Polda   | 74,5      | 96,5   | 74,0      | 95,0   | 191,5 | 24.     |
| Janez Gorišek | 63,5      | 81,5   | 63,5      | 80,5   | 162,0 | 50.     |